# منتخب كندا للباندي للسيدات
منتخب كندا الوطني للباندي للسيدات (بالإنجليزية: Canada women's national bandy team)‏ هو ممثل كندا الرسمي في المنافسات الدولية في الباندي للسيدات.